# Грязный остров
Гря́зный о́стров — остров на реке Екатерингофке южнее реки Таракановки на территории Санкт-Петербурга. Ограничен рекой Ольховкой и Внутренним каналом.

## История
Название известно с 1838 года в форме Большой Грязный остров. Первая часть названия была упразднена в связи с исчезновением Малого Грязного острова.
В 1960-е годы в связи с присоединением северной части к материку конфигурация острова изменилась.
Территория острова была занята промышленными предприятиями (Гидролизный завод и другие).

## Мосты
Грязный остров соединён с городом двумя мостами, расположенными компактно в его северо-восточной части, по одному из мостов проходит автодорога, выходящая на улицу Калинина.